# Ricanula signata
Ricanula signata är en insektsart som först beskrevs av Stsl 1870.  Ricanula signata ingår i släktet Ricanula och familjen Ricaniidae. Inga underarter finns listade i Catalogue of Life.